# 上田瑠偉

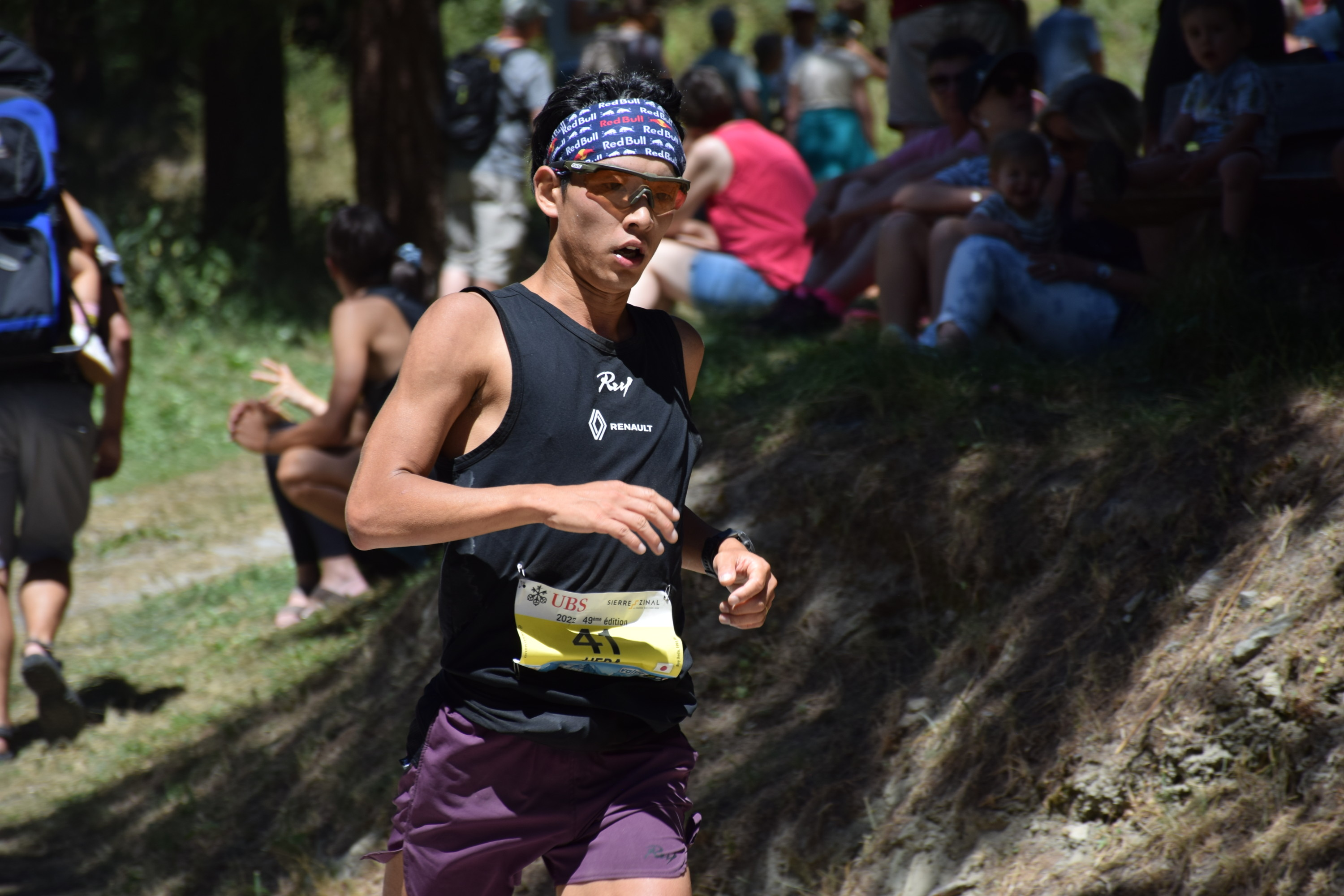
上田瑠偉（2022年）

上田 瑠偉（うえだ るい、1993年10月3日 - ）は、日本のマウンテンランニング競技者。
2014年ハセツネCUPで驚愕の大会新記録で優勝したことでマウンテンランナーとして台頭。2019年スカイランニングの世界最高峰レース「MIGU RUN SKYRUNNER WORLD SERIES 2019」でアジア人初の年間世界王者となった。

## 来歴・人物
長野県大町市生まれ。大町市立仁科台中学校、佐久長聖高等学校、早稲田大学商学部卒業。名前は、サッカー経験者の父が「ラモス瑠偉」にあやかり命名した。少年時代は、父のサッカーチームに所属しながら、体力づくりで陸上競技を始めた。
中学校時代の2009年1月「天皇杯全国都道府県対抗男子駅伝競走大会」で長野県代表として中学生区間の6区（3km）を走り、大会新記録での優勝に貢献した。
また、中学では生徒会長を務めた。1学年下に在籍していた2016年リオデジャネイロオリンピック・バドミントン銅メダリストの奥原希望が自身のインスタグラムの中で、「みんなから、るい先輩と呼ばれ、学校中の憧れの存在でした！」とコメントしている。
高校時代は陸上の名門・佐久長聖高校の駅伝部に所属した。3年生でチームの主将を務めたが、怪我と故障に悩まされ、全国高校駅伝のメンバーとして走ることはなかった。
指定校推薦で進学した早稲田大学では、純粋に走ることを楽しみたいと、競走部ではなく陸上競技同好会に入会した。
2013年、陸上競技同好会で仲間と走った「東京・柴又100K」のロードレースがきっかけでトレイルランニングに出合う。才能はすぐに花開き、2014年には東京奥多摩城を走る総距離71.5km、累積標高差4.582mの山岳レース「日本山岳耐久レース（ハセツネCUP）」にて、従来の大会記録を18分も更新、驚異的なコースレコード（7時間01分13秒）で大会最年少優勝。山岳ランニング界の先駆者である鏑木毅に「日本の至宝」と言わしめた。
2016年、より標高の高い山で行われるスカイランニングのU-23世界選手権での優勝に続き、世界最高峰のトレイルランニングレース「UTMB」のCCC®で準優勝。スカイランニングのアジア選手権「ZAO SKYRUNNING SKY」優勝。また2017年11月には、ＳＯＮＹ「XperiaXZ1」のテレビＣＭキャラクターに起用され、山中を駆け巡る上田の姿が全国放映された。
2018年「Mt.AWA VK」「UEDA SKYRACE SKY」優勝。2019年6月イタリアで開催されたリビーニョ・スカイマラソンで優勝。また「MIGU RUN SKYRUNNER WORLD SERIES」で、アジア人初の年間総合優勝に輝いた。
ヨーロッパ開催のスカイランナー・ワールド・シリーズでの優勝は日本人初の快挙であり、今後は海外レースをメインに更なる飛躍を目指している。

## 主な戦績
- 日本山岳耐久レース（ハセツネCUP）優勝 大会新 (2014年)
- Sean O'Brien 100K 5位　(2015年)
- CCC(UTMB) 年代別優勝　(2015年)
- Gorge Waterfalls 100K 優勝 大会新　(2016年)
- SKYRUNNING世界選手権　Combined準優勝　(2016年)
- ユースSKYRUNNING世界選手権　U-23優勝　(2016年)
- CCC®準優勝　(2016年)
- Korea50K優勝　(2017年)
- 日本山岳耐久レース（ハセツネCUP）優勝（2017年)
- Mt.AWA VK優勝（2018年）
- UEDA SKYRACE SKY優勝（2018年）
- Livigno Skymarathon(イタリア)SWS第６戦優勝　（2019年）
- Buff Epic Trail(スペイン)SWS第８戦４位（2019年）
- The Sky Masters Limone sul Garda(イタリア)SWS最終戦優勝（2019年）
- Skyrunner World Series 年間優勝（2019年）
- Skyrunner Japan Series 年間優勝（2019年）
- Tsumagoi Skyrun VK優勝（2020年）
- Nozawa Trail Fes優勝（2020年）
- 志賀高原エクストリームトレイル優勝　大会新（2020年）

### 全国記録
「Japan F.K.T. Journey」、上田瑠偉が全国に記録を残すプロジェクト：
- 北海道
  - マオイ丘陵
  - 手稲山
- 青森県
  - 岩木山VK
- 岩手県
  - 岩手山焼走りVK
  - 姫神山ループ
- 宮城県
  - 治山の森5kmループ
  - 泉ヶ岳17km
- 秋田県
  - 男鹿三山
- 福島県
  - 小野岳
- 山梨県
  - 杓子山 二十曲峠～明見湖
- 滋賀県
  - 伊吹山VK
- 和歌山県
  - 龍神
- 広島県
  - 才乙（SAIOTO）
- 愛媛県
  - 赤石山系
- 福岡県
  - 油山VK
  - 三郡縦走往復
- 佐賀県
  - 金八
- 長崎県
  - MAIRU（多良岳）
- 宮崎県
  - 鏡洲の森トレイル
  - 霧島登山マラソン（高千穂峰）
- 鹿児島県
  - 藺牟田池外輪山 3Loop